# 彰化縣二林鎮二林國民小學
彰化縣二林鎮二林國民小學位於臺灣彰化縣二林鎮，創校於1905年，當時名為二林公學校。該校在1971年成立啟聰班後，打破了臺灣過去認為聽障生應在啟聰學校就讀的觀念。校內有建於1938年的舊禮堂，已於2003年6月10日公告為歷史建築，而舊宿舍之後在2008年4月11日也公告為歷史建築。

## 沿革
該校於臺灣日治時期的1905年12月1日成立，但初期缺乏校舍及設備，經二林區長蔡登堂等人募捐得款3700圓作為購置設備經費後，該校於隔年5月15日借用民宅開課，招生範圍涵蓋今二林、芳苑、大城、竹塘四鄉鎮，首任校長是安重龜三郎，學生共70人，修業年限四年（1916年改為六年），而木造校舍則到了1909年5月才落成啟用。
1915年增設沙山分教場，於1919年4月獨立為沙山公學校（今芳苑國小）；1917年設竹塘分教場，於1920年4月獨立為竹塘公學校（今竹塘國小）。而在竹塘公學校成立的同時，二林公學校又在萬興庄設萬興分教場，而同年10月該校覆瓦校舍啟用。1921年4月，又增設丈八斗分教場。1924年4月萬興分教場學生已有五班，獨立為萬興公學校（今萬興國小），而同一年二林公學校增設補習科招收該校畢業生，修業年限為兩年。
之後到了1932年4月，丈八斗公學校（今原斗國小）正式成立。而公告為歷史建築的禮堂則於1937年動工，隔年5月上樑並於10月啟用。1939年4月，因制度更改而更名為二林東國民學校，附設之補習科升格為高等科，並附設修業年限一年的幼稚園。
二次大戰之後，校名於1945年12月改為二林國民學校，1947年高等科學生畢業後廢除高等科。1955年9月，二林溪南五里分出另成立二林第二國民學校，後來在同年12月12日定名為中正國民學校（今中正國小）。1960年9月，成立興華分校，三年後（1963年）獨立為興華國民學校，同年附設幼稚園亦停辦。1968年8月，因九年國教實施更名為二林國民小學。1971年該校增設啟聰班，1973年增為兩班。

## 歷任校長
| 名字       | 上任日期      | 卸任日期      | 備註           |
| ---------- | ------------- | ------------- | -------------- |
| 安重龜三郎 | 1906年3月31日 | 1911年3月31日 | 日本茨城縣人   |
| 吉原亨     | 1911年3月31日 | 1914年3月31日 | 日本東京府人   |
| 山內勇太郎 | 1914年3月31日 | 1917年3月31日 | 日本福岡縣人   |
| 藤下理周   | 1917年3月31日 | 1918年3月31日 | 日本岐阜縣人   |
| 深堀小平   | 1918年3月31日 | 1921年3月31日 | 日籍           |
| 太田清一   | 1921年3月31日 | 1926年3月31日 | 日本宮崎縣人   |
| 馬屋原宗吾 | 1926年3月31日 | 1927年3月31日 | 日本大阪府人   |
| 增永又彥   | 1927年3月31日 | 1929年3月31日 | 日本熊本縣人   |
| 矢口卯兵   | 1929年3月31日 | 1934年3月27日 | 日本群馬縣人   |
| 奧島憲慶   | 1934年3月27日 | 1939年8月12日 | 日本沖繩縣人   |
| 松村逸雄   | 1939年8月12日 | 1941年7月31日 | 日本熊本縣人   |
| 神村光義   | 1941年7月31日 | 1945年9月30日 | 日本鹿兒島縣人 |
| 謝悅       | 1945年12月4日 | 1950年8月10日 |                |
| 涂清水     | 1950年8月10日 | 1964年9月15日 |                |
| 白茂榮     | 1964年9月15日 | 1974年9月3日  |                |
| 洪海溏     | 1974年9月3日  | 1990年8月31日 |                |
| 許委琳     | 1990年9月1日  | 1999年8月1日  |                |
| 謝柳       | 1999年8月1日  | 2003年8月1日  |                |
| 洪永福     | 2003年8月1日  | 2011年7月31日 |                |
| 陳瑞吉     | 2011年8月1日  | 2016年7月31日 |                |
| 游輝演     | 2016年8月1日  | 2020年7月31日 |                |
| 陳福順     | 2020年8月1日  | 現任          |                |